# Angielskie roszczenia do tronu Francji
Angielskie roszczenia do tronu Francji − roszczenia angielskich i następnie brytyjskich monarchów do tronu Francji wnoszone od 1340 do 1801. Były jedną z przyczyn wojny stuletniej.

## Geneza roszczeń

Herb Edwarda III

Herb Henryka VI

Król Anglii Edward III, gdy przejął w 1330 rządy w Anglii, zaczął domagać się od Francji nie tylko swych praw do byłych angielskich ziem lennych na terenie Francji, lecz także uznania go również za sukcesora korony francuskiej, gdyż był po matce – Izabeli – potomkiem dynastii Kapetyngów, której panowanie we Francji wygasło wobec braku bezpośrednich męskich następców tronu. Tron francuski przejęła boczna linia dynastii Kapetyngów – Walezjusze. Edward III oraz jego następcy nie zaprzestali jednak używania tytułu Króla Francji, tocząc z Anglią wojnę zwaną stuletnią. Przełomem w wojnie był rok 1415, w którym to Anglicy, wykorzystując wewnętrzne zatargi książąt francuskich, wznowili wojnę stuletnią, lądując w Normandii. W bitwie pod Azincourt król angielski Henryk V dokonał sromotnego pogromu; Francuzi stracili 10 tys. rycerskiej szlachty. Dalsze działania, w następstwie tej klęski doprowadziły do dalszego upadku Francji i podpisania układu pokojowego w Troyes. Królowa Izabela Bawarska uznała w nim swojego syna Karola za nieślubne dziecko i w imieniu swojego chorego psychicznie męża – Karola VI, wyznaczyła Henryka jego następcą. Dla umocnienia praw do tronu angielskiego króla postanowiono zawrzeć małżeństwo Henryka z córką Karola VI i Izabeli, Katarzyną (27 października 1401 – 3 stycznia 1437). Ślub odbył się 2 czerwca w katedrze w Troyes. Sukces Henryka miał bardzo krótki żywot. Henryk V zmarł 31 sierpnia 1422, a Karol VI ledwie dwa miesiące później, 21 października 1422. Tron Anglii przypadł małoletniemu Henrykowi VI. W swojej ostatniej woli Henryk V mianował swoich braci Jana i Humphreya regentami odpowiednio Francji i Anglii. Henryk VI tytułował się od początku swojego panowania królem Anglii i Francji. Jednak angielskie panowanie we Francji od odsieczy Orleanu Joanny d’Arc i Karola VII w Reims zaczęło chylić się ku upadkowi. Aby zapobiec katastrofie dokonano pośpiesznej koronacji Henryka na króla Francji, która odbyła się z całkowitym pominięciem ustalonego ceremoniału 16 grudnia 1431 r. w katedrze Notre Dame w Paryżu. Koronacja ta niewiele zmieniła w sytuacji Anglików. Wkrótce Francuzi zdobyli Paryż. Mimo przegranej wojny stuletniej, Henryk VI i jego następcy tytułowali się królami Francji, a w herbie monarszym widniały francuskie Fleur-de-lis.

## Koniec roszczeń

Herb królowej Anny z widocznymi Fleur-de-lis

Ostatnim monarchą brytyjskim tytułującym się królem Francji był Jerzy III.  Podczas negocjacji pokojowych z I republiką francuską na konferencji Lille, trwająca od lipca do listopada 1797 francuscy delegaci zażądali od króla Wielkiej Brytanii by porzucił tytuł króla Francji jako warunek pokoju. Wydany w 1800 akt o unii nie wspominał o francuskich roszczeniach. Wielka Brytania uznała Republikę Francuską w Traktacie w Amiens w 1802. Zmiana nie została uznana przez ówczesnego jakobickiego pretendenta do tronu kardynała Henryka Benedykta Stuarta. On i jego następcy do dziś używają tytułów: króla Anglii, Szkocji, Francji i Irlandii.

## Królowie Anglii zgłaszający roszczenia do tronu

### Królowie Anglii wnoszący roszczenia
- Edward III (24 stycznia 1340 – 8 maja 1360 i ponownie: 1369 – 21 czerwca 1377).
- Ryszard II (22 czerwca 1377 – 30 września 1399).
- Henryk IV Lancaster (30 września 1399 – 20 marca 1413).
- Henryk V Lancaster (21 marca 1413 – 21 maja 1420).

### Następcy tronu Francji
- Henryk V Lancaster (21 maja 1420 – 31 sierpnia 1422) – na mocy traktatu w Troyes
- Henryk VI Lancaster (31 sierpnia 1422 – 21 października 1422).

### Królowie Francji
- Henryk VI Lancaster (Król Anglii i Francji: 21 października 1422 – 4 marca 1461, 31 października 1470 – 11 kwietnia 1471) (koronowany na króla Francji 16 grudnia 1431). Faktycznie kontrolował Paryż lub inne terytoria we Francji w latach 1422-1453. Do końca życia tytułowany Królem Francji.